# Rhagionidae
Rhagionidae Latreille, 1802, è una famiglia cosmopolita di Insetti dell'ordine dei Ditteri (Brachycera: Tabanomorpha). Nell'ambito dei Tabanoidea costituiscono il gruppo più importante, dopo la famiglia dei Tabanidae, e quello più primitivo.

## Descrizione
Gli adulti hanno dimensioni variabili da piccole a grandi, con corpo esile, lungo 2-20 mm. Il tegumento è spesso rivestito di setole di breve lunghezza. La livrea mostra colorazioni variabili dal grigio al bruno al nerastro, spesso con macchie gialle o aranciate.
Il capo è in genere oloptico nei maschi e dicoptico nelle femmine. Nei maschi si ha una differenziazione morfologica nell'ambito dell'occhio composto, con una zona superiore composta da ommatidi più grandi. Le antenne hanno una morfologia di transizione verso il tipo aristato, con terzo segmento di forma globosa o reniforme recante uno stilo, in posizione subapicale, più o meno segmentato. L'apparato boccale mostra il labbro inferiore terminante con un labello carnoso, ma spesso è di tipo pungente-succhiante, con mandibole e le mascelle conformate a lama, in grado di pungere.
Il torace porta ali ampie, spesso recanti pigmentazioni zonali scure, e zampe lunghe e sottili. Le zampe hanno pretarsi provvisti di arolio e pulvilli; le tibie medie e posteriori sono provviste di speroni apicali.
L'addome è affusolato e relativamente lungo rispetto alla conformazione del corpo, composto da sette uriti apparenti. Nella femmina, gli ultimi uriti sono organizzati a formare un ovopositore di sostituzione telescopico, con uriti genitali (VIII e IX) non differenziati.
| |
| Schema della nervatura alare. Sopra: tipo con cellula cup chiusa (es. Chrysopilus). Sotto: tipo con cellula cup aperta (es. Rhagio) Legenda: Nervature longitudinali: C: costa; Sc: subcosta; R: radio; M: media; Cu: cubito; A: anale. Nervature trasversali: h: omerale; r-m: radio-mediale; m-m: mediale; m-cu: medio-cubitale. Cellule: d: discale; br: prima basale; bm: seconda basale; r1: marginale; m1: seconda posteriore; m2: terza posteriore; m3: quarta posteriore; cup: cellula cup. |
| |

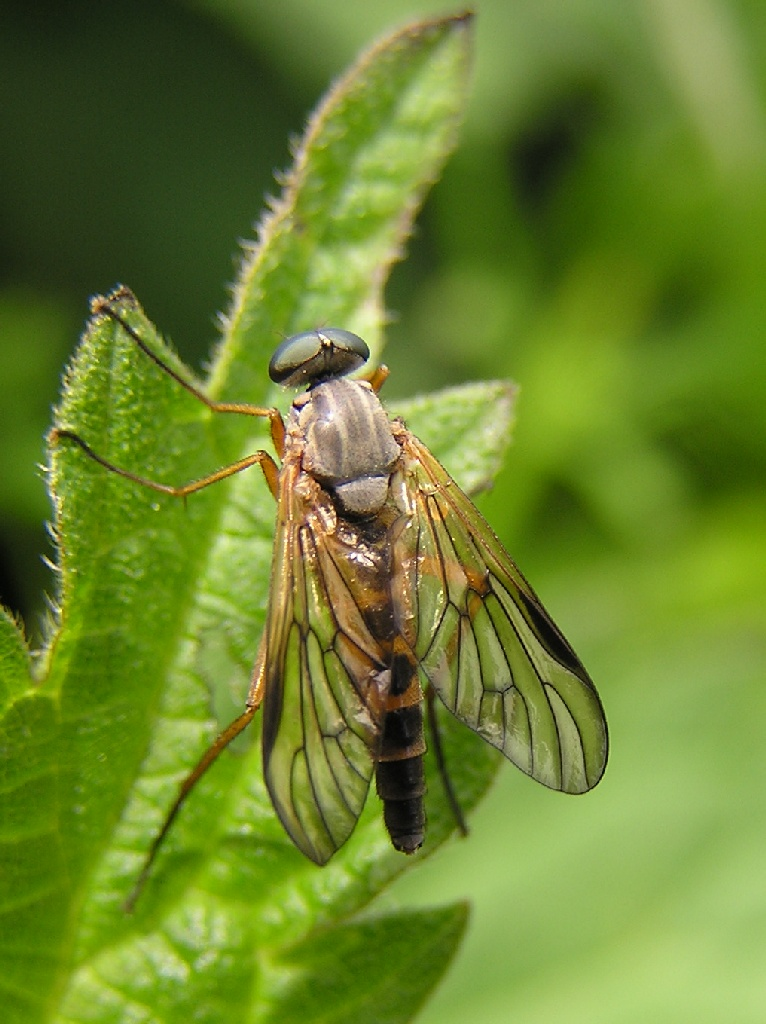
Rhagio vitripennis

La nervatura alare presenta strette analogie con quella della maggior parte dei Tabanoidea. La costa si estende all'intero margine. La radio si suddivide in 4 rami distinti, con R2+3 indivisa e confluente a breve distanza dalla terminazione di R1 e R4 terminante in corrispondenza dell'apice dell'ala. media suddivisa in quattro rami, di cui i primi tre emergenti dall'estremità distale della cellula discale. Ramo M1 marcatamente ricurvo all'indietro. Rami M2 e M3 approssimativamente paralleli, per cui le cellule posteriori m2 e m3 presentano la stessa ampiezza. cubito e prima anale convergenti in prossimità del margine, con tratto terminale A1+CuA molto breve. Una caratteristica ricorrente in alcuni generi, in particolare in Rhagio e Symphoromyia, è la mancata fusione della prima anale con la cubito: queste vene tendono infatti a convergere nettamente, ma confluiscono separatamente sul margine dell'ala, perciò la cellula cup è aperta. Si tratta di un aspetto inconsueto fra i Brachiceri, dato che uno dei caratteri che li contraddistingue dai Nematocera è proprio la chiusura della cellula cup.
I principali caratteri differenziali, in merito alla nervatura alare dei Rhagionidae, degli Athericidae e dei Tabanidae, sono riassunti nella seguente tabella:
|                                       | Athericidae               | Rhagionidae             | Tabanidae             |
| ------------------------------------- | ------------------------- | ----------------------- | --------------------- |
| Percorsi di R2+3 e R1                 | Quasi convergenti         | Leggermente convergenti | Nettamente divergenti |
| Apertura della cellula marginale (r1) | Quasi chiusa              | Stretta                 | Ampia                 |
| Biforcazione R4+5                     | Moderatamente ampia       | Acuta                   | Molto ampia           |
| Terminazione di R4                    | Prima dell'apice dell'ala | Sull'apice              | Poco prima dell'apice |
| Conformazione di M4                   | Leggermente ricurva       | Marcatamente ricurva    | Leggermente ricurva   |
| Percorsi di M2 e M3                   | Nettamente divergenti     | Paralleli               | Paralleli             |
| Apertura della cellula m3             | Quasi chiusa              | Stessa ampiezza di m2   | Stessa ampiezza di m2 |
| Cellule basali                        | Relativamente lunghe      | Relativamente brevi     | Relativamente brevi   |
| Posizione della cellula discale       | Spostata verso il margine | Centrale                | Centrale              |

La larva è apoda ed eucefala, con capsula cefalica sottile e in parte infossata nel torace. È provvista di due paia di stigmi, uno toracico e uno addominale (sistema anfipneustico); gli stigmi addominali, portati dall'ultimo urite, sono circondati da quattro lobi.

## Biologia

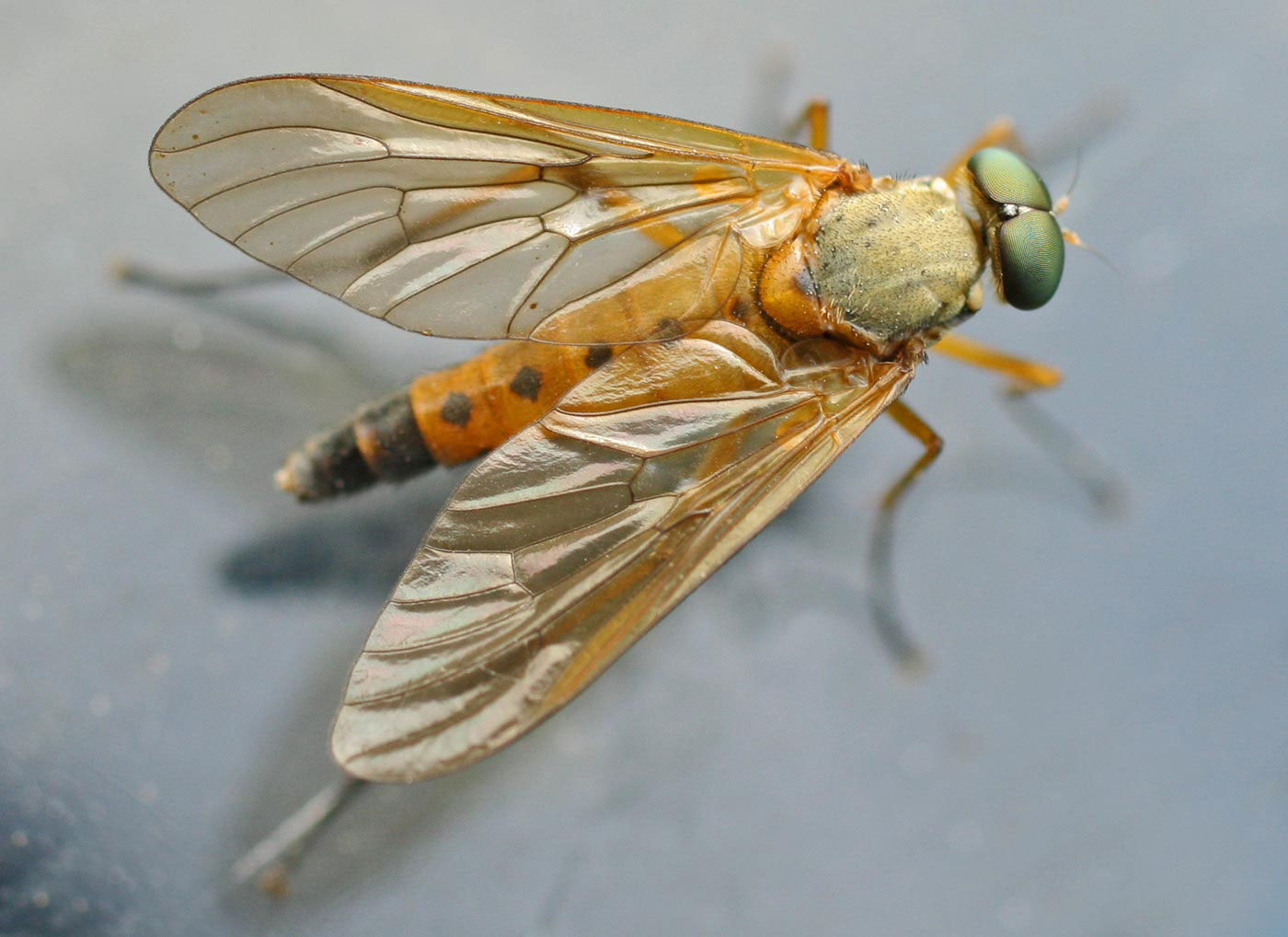
Rhagio tringarius.

Le larve dei Rhagionidae colonizzano ambienti umidi ricchi di sostanza organica in decomposizione e si rinvengono in suoli freschi e umidi, nelle lettiere, nel legno marcescente, fra i muschi e nel fango presso le rive dei corsi d'acqua, in habitat generalmente forestali. Hanno regime dietetico saprofago oppure si comportano come predatrici di altri invertebrati.
Gli adulti si rinvengono prevalentemente nel sottobosco e si ritiene che siano predatori di piccoli insetti. Alcune specie, facenti capo al genere Symphoromyia sono però anche ematofaghe, a spese di vertebrati. La conformazione dell'apparato boccale pungente-succhiante, utilizzato dai Rhagionidae per predare altri artropodi, è ritenuta la forma ancestrale delle specie ematofaghe, che si sarebbero evolute più tardi, a seguito di un adattamento della conformazione del labbro inferiore.
Un singolare comportamento, riscontrato in alcune specie del genere Rhagio, è la posizione assunta dall'adulto in fase di riposo: l'insetto staziona sulla vegetazione ripiegando il capo verso il basso. Per questo motivo i Rhagionidae sono spesso chiamati, fra gli anglosassoni, down looker flies ("mosche che guardano in basso"), oltre al nome più ricorrente di snipe flies ("mosche forbice").

## Evoluzione e filogenesi

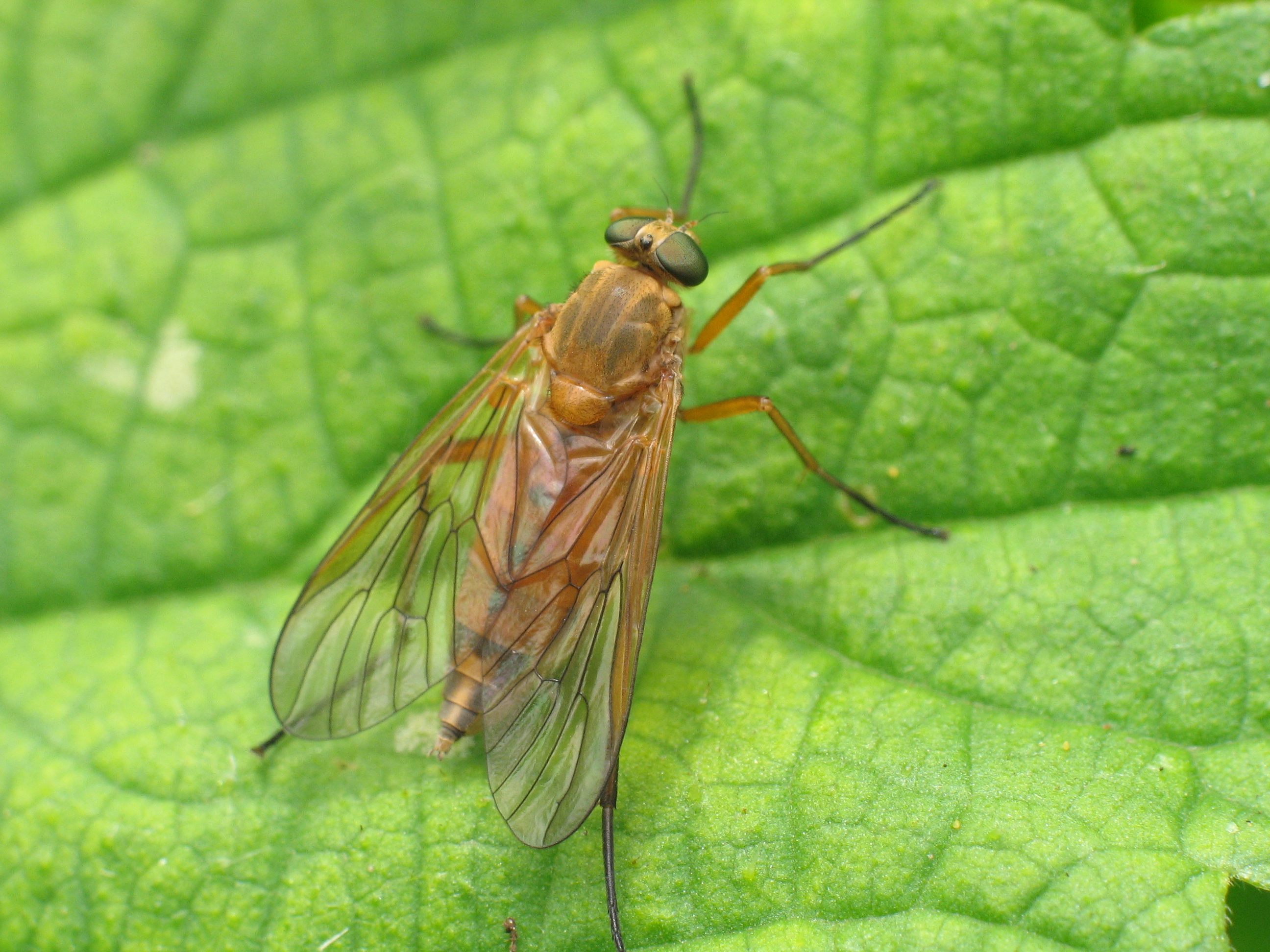
Symphoromyia immaculata

È largamente condivisa l'ipotesi che i Rhagionidae rappresentino uno dei gruppi più primitivi e antichi nell'ambito dei Ditteri e, a maggior ragione, fra i Brachycera. Gli studi svolti sull'evoluzione dei Ditteri fanno risalire l'origine di questa famiglia al Triassico, con una diversificazione avvenuta dopo il Giurassico. I diversi reperti fossili che fanno capo ai generi estinti risalgono in gran parte al Giurassico e al Cretaceo, ma è stato rinvenuto anche un fossile del Triassico, attribuito al genere Gália. I fossili dei Rhagionidae più recenti fanno invece capo ai generi Rhagio, Bolbomyia, Chrysopilus e Symphoromyia e risalgono al primo Cenozoico, in un periodo compreso fra l'Eocene e l'Oligocene. Questa differenziazione fa ritenere che i primi Rhagionidae si sono del tutto estinti, mentre le attuali forme si siano evolute a partire dal tardo o medio Mesozoico.
Sotto l'aspetto filogenetico, i Rhagionidae si collocano come ramo più primitivo del clade identificato con i Tabanoidea, ma sussistono ancora incertezze in merito al carattere monofiletico della famiglia, soprattutto in relazione alla proposta di smembramento da parte di STUCKENBERG (2001). Secondo WIEGMANN e altri Autori, in lavori pubblicati intorno al 2000 i Rhagionidae sensu lato, comprendendovi anche i generi di collocazione controversa (Spaniidae, Austroleptis) si posizionano come clade divergente correlato al resto dei Tabanoidea, comprendendovi nella linea collaterale anche il genere Pelecorhynchus, altro taxon dall'inquadramento tassonomico controverso. L'albero cladistico, fondato anche su basi molecolari, è così riassunto:

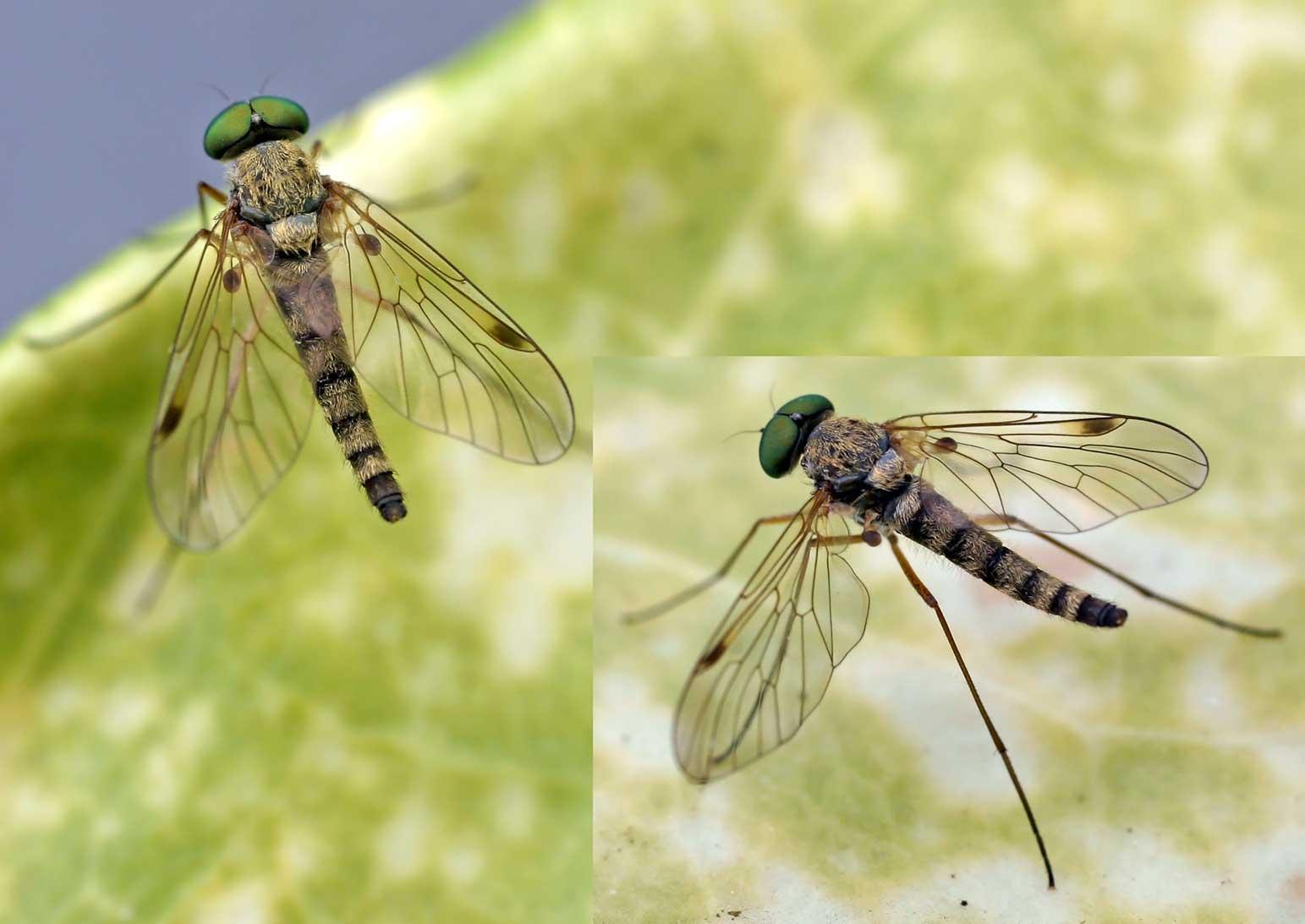
Chrysopilus splendidus

|  | Oreoleptis                                                |
|  |                                                           |
|  | \| \| Athericidae \| \| \| \| \| \| Tabanidae \| \| \| \| |
|  |                                                           |
|  | Athericidae                                               |
|  |                                                           |
|  | Tabanidae                                                 |
|  |                                                           |

|  | Athericidae |
|  |             |
|  | Tabanidae   |
|  |             |

|  | Oreoleptis                                                |
|  |                                                           |
|  | \| \| Athericidae \| \| \| \| \| \| Tabanidae \| \| \| \| |
|  |                                                           |
|  | Athericidae                                               |
|  |                                                           |
|  | Tabanidae                                                 |
|  |                                                           |

|  | Athericidae |
|  |             |
|  | Tabanidae   |
|  |             |

|  | Oreoleptis                                                |
|  |                                                           |
|  | \| \| Athericidae \| \| \| \| \| \| Tabanidae \| \| \| \| |
|  |                                                           |
|  | Athericidae                                               |
|  |                                                           |
|  | Tabanidae                                                 |
|  |                                                           |

|  | Athericidae |
|  |             |
|  | Tabanidae   |
|  |             |

|  | Oreoleptis                                                |
|  |                                                           |
|  | \| \| Athericidae \| \| \| \| \| \| Tabanidae \| \| \| \| |
|  |                                                           |
|  | Athericidae                                               |
|  |                                                           |
|  | Tabanidae                                                 |
|  |                                                           |

|  | Athericidae |
|  |             |
|  | Tabanidae   |
|  |             |

Questo cladogramma non concorda con la posizione di STUCKENBERG (2001), riconosciuta da una parte dei ditterologi, secondo il quale la filogenesi dei Tabanomorpha dovrebbe essere revisionata in merito alle relazioni esistenti nell'ambito del raggruppamento comprendente i Rhagionidae sensu lato e il genere Pelecorhynchus. La tesi di STUCKENBERG, fondamentalmente basata su caratteri morfologici, non ha tuttavia un sufficiente supporto nell'analisi cladistica, rendendo ancora incerta e controversa la suddivisione tassonomica all'interno dei Tabanoidea.

## Sistematica

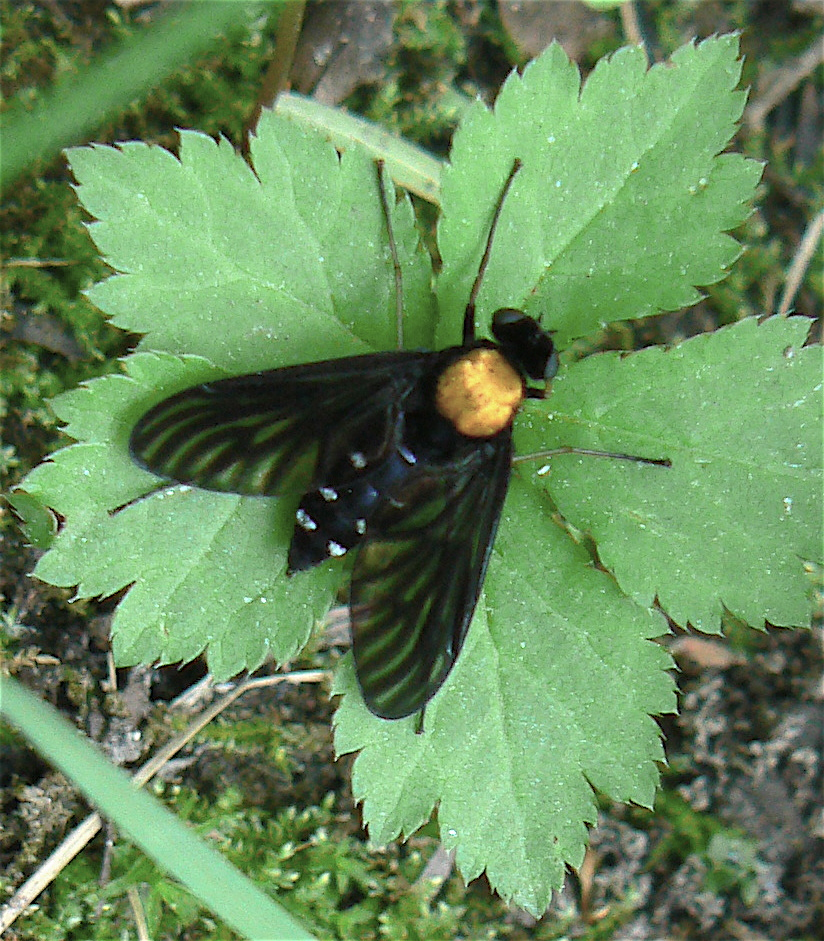
Chrysopilus thoracicus

Storicamente, i Rhagionidae comprendevano i Tabanomorpha più primitivi e costituivano un raggruppamento eterogeneo contrapposto a quello dei Tabanidae. Fino agli anni settanta, nella famiglia venivano inclusi anche gli Athericidae e i Vermileonidae, mentre il genere Pelecorhynchus era compreso, al rango di sottofamiglia, fra i Tabanidae. Le prime significative revisioni risalgono alla prima metà degli anni settanta: STUCKENBERG (1973) separò alcuni generi nella nuova famiglia degli Athericidae e, a pochi anni di distanza, NAGATOMI scorporò la sottofamiglia Vermileoninae elevandola al rango di famiglia autonoma (Vermileonidae). Entrambe le revisioni sono oggi universalmente accettate, alla luce delle acquisizioni derivate dall'analisi cladistica.
La suddivisione interna dei Rhagionidae subì una seconda importante revisione negli anni ottanta ad opera di NAGATOMI (1982). Nel suo lavoro di riclassificazione, NAGATOMI individuò tre sottofamiglie: Rhagioninae, Austroleptinae, Spaniinae. Lo schema tassonomico di NAGATOMI, che inquadra i Rhagionidae in un raggruppamento esteso, escludendo al tempo stesso il genere Pelecorhynchus, trattato in una famiglia distinta, è stato largamente condiviso per un ventennio e ancora oggi è supportato da diversi Autori.
Alla revisione di NAGATOMI fa seguito quella di STUCKENBERG (2001) che rivoluziona la sistematica dei Tabanoidea alla fine di un periodo in cui l'analisi cladistica sembrava confermare la classificazione dei Rhagionidae come gruppo esteso. Riesaminando la distribuzione di diversi caratteri nell'ambito dei Tabanomorpha, in sostanza, STUCKENBERG definisce i presupposti per l'elevazione al rango di famiglia degli Austroleptinae e degli Spaniinae sensu Nagatomi e l'inclusione del genere Pelecorhynchus fra i Rhagionidae. In definitiva, secondo STUCKENBERG i Rhagionidae si identificherebbero nei Rhagioninae sensu Nagatomi con l'estensione al genere Pelecorhynchus, che perderebbe perciò l'inquadramento al rango di famiglia autonoma. Lo schema tassonomico di STUCKENBERG, per quanto non sufficientemente supportato dall'analisi cladistica e in antitesi con gli schemi supportati da WIEGMANN, è largamente citato o anche adottato in diverse recenti classificazioni, tuttavia resta ancora una fondamentale incertezza in merito alla posizione del genere Austroleptis, degli Spanidae sensu Stuckenberg e del genere Pelecorhynchus. In definitiva la classificazione dei Rhagionidae verte alternativamente, secondo le differenti fonti, su uno dei seguenti due schemi:

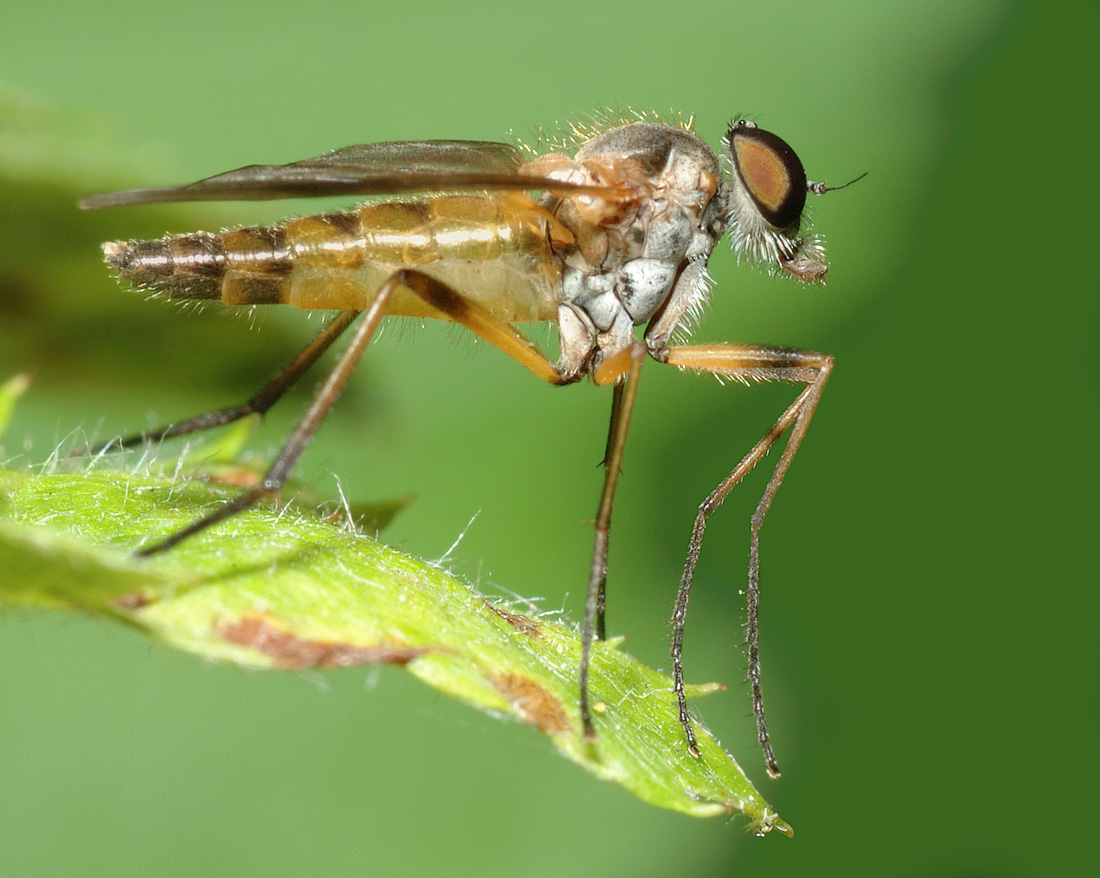
Rhagio lineola

A) Inquadramento esteso della famiglia (Rhagionidae sensu lato). Fa capo allo schema di NAGATOMI (1982) ed esclude l'appartenenza del genere Pelecorhynchus, elevato al rango di famiglia autonoma:
- Famiglia Rhagionidae
  - Sottofamiglia Austroleptidae. Generi: Austroleptis.
  - Sottofamiglia Rhagioninae. Generi: Alloleptis, Arthroceras, Arthroteles, Atherimorpha, Bolbomyia, Chrysopilus, Desmomyia, Glutops, Neorhagio, Omphalophora, Pseudoerinna, Pseudoglutops, Rhagina, Rhagio, Schizella, Solomomyia, Stylospania, Symphoromyia.
  - Sottofamiglia Spaniidae. Generi: Litoleptis, Ptiolina, Spania, Spaniopsis, Spatulina.

B) Inquadramento ristretto della famiglia (Rhagionidae sensu stricto, adottato in questa sede). Fa capo allo schema di STUCKENBERG (2001) e contempla l'inclusione del genere Pelecorhynchus. Nel complesso vi sono comprese oltre 650 specie viventi, ripartite fra 19 generi.
- Famiglia Rhagionidae. Generi: 
  - Alloleptis (1 specie)
  - Arthroceras (7 specie)
  - Arthroteles (4 specie)
  - Atherimorpha (48 specie)
  - Bolbomyia (6 specie)
  - Chrysopilus (319 specie)
  - Desmomyia (2 specie)
  - Glutops (11 specie)
  - Neorhagio (3 specie)
  - Omphalophora (3 specie)
  - Pelecorhynchus (37 specie)
  - Pseudoerinna (2 specie)
  - Pseudoglutops (1 specie)
  - Rhagina (2 specie)
  - Rhagio (165 specie)
  - Schizella (3 specie)
  - Solomomyia (1 specie)
  - Stylospania (1 specie)
  - Symphoromyia (42 specie)

## Distribuzione

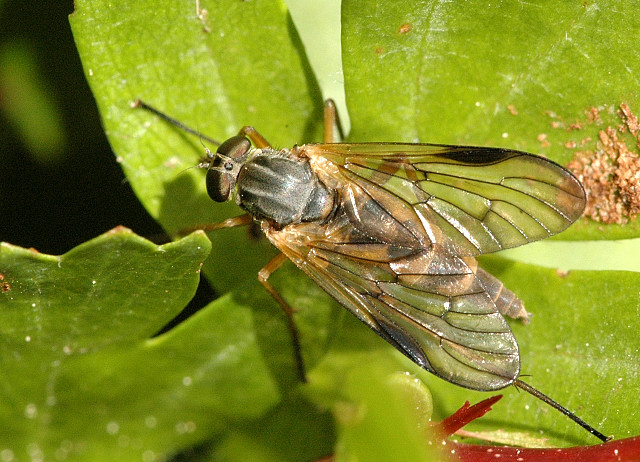
Rhagio notatus

La famiglia dei Rhagionidae ha un'ampia distribuzione ed è rappresentata in tutte le regioni zoogeografiche della Terra. Fra i generi più rappresentativi, per numero di specie, Chrysopilus è cosmopolita, Rhagio è prevalentemente paleartico, con una buona rappresentanza anche nelle regioni neartica e orientale, Symphoromyia è esclusivamente neartica, con poche specie presenti anche nel Paleartico.
Di particolare interesse evoluzionistico sono i generi Atherimorpha e Pelecorhynchus. La loro distribuzione circumantartica indica una presumibile origine gondwanica e, quindi, una speciazione iniziata in pieno Mesozoico. In particolare, Pelecorrhynchus comprende specie endemiche del Cile, dell'Australia e della Tasmania, mentre Atherimorpha è rappresentata, oltre che in Cile, Australia e Tasmania, anche in Sudafrica e in Brasile. La presenza di questo genere circumantartico anche nella regione afrotropicale, circostanza più rara rispetto a quella della distribuzione neotropicale-australasiana, è un possibile indice di antichissima origine, precedente al distacco del continente africano dal blocco cileno-antartico-australiano-neozelandese. Si potrebbe considerare anomala l'assenza del genere nella Nuova Zelanda: infatti gli areali che comprendono il Cile e l'Australia ma escludono la Nuova Zelanda sono un indice di speciazione avvenuta in una fase tardiva dello smembramento del continente gondwanico, in ogni modo va citato il ritrovamento di un fossile del genere Atherimorpha nello stato di Victoria (Australia), risalente al Cretaceo inferiore.
In Europa sono rappresentate poco più di 70 specie, in gran parte ripartite fra i generi Rhagio e Chrysopilus e solo tre appartenenti al genere Symphoromyia. Gli stessi generi sono rappresentati anche in Italia con complessive 35 specie segnalate, di cui 21 appartenenti al genere Rhagio, 12 al genere Chrysopilus e due al genere Symphoromyia.